# 伯尔珀尼县
伯尔珀尼县（Parbhani district）是印度馬哈拉施特拉邦的一個縣，位於該國西部，面積6,511平方公里，識字率為75.22%，2011年人口1,835,982，人口密度每平方公里282人。

## 外部連結
- Parbhani district website
- Selu (Sailu) Taluka Website